# US Open 2017/Quaddoppel
Das Quaddoppel (Rollstuhl) der US Open 2017 war Teil der Rollstuhltenniswettbewerbe in New York City vom 7. bis zum 10. September.
Sieger der letzten Austragung 2015 waren David Wagner und Nick Taylor.

## Ergebnisse
Zeichenerklärung
- Q = Qualifikant
- WC = Wildcard
- LL = Lucky Loser
- ITF = qualifiziert über ITF-Ranking
- ALT = alternate (Ersatz)
- PR = Protected Ranking
- SE = Special Exempt
- r = retired (Aufgabe)
- d = Disqualifikation
- w.o. = walkover
- [ ] = Match-Tie-Break

|  | Finale |                               |   |   |  |
|  |        |                               |   |   |  |
|  | 1      | Andrew Lapthorne David Wagner | 7 | 6 |  |
|  | 2      | Dylan Alcott Bryan Barten     | 5 | 2 |  |
|  |        |                               |   |   |  |